# Longimetr Steinhausa

Longimetr Steinhausa

Longimetr Steinhausa – opatentowany przez prof. Hugona Dyonizego Steinhausa przyrząd służący do pomiaru długości krzywych na mapach. Jest to przeźroczysty arkusz z trzema, obróconymi względem siebie o 30 stopni, kratami prostopadłych linii rozmieszczonych w równych odległościach 3,82 mm. Pomiar odbywa się poprzez zliczanie przecięć krzywej z liniami siatek. Liczba przecięć jest przybliżoną długością krzywej w milimetrach.